# Paola (Kansas)
Paola – miasto w Stanach Zjednoczonych, w stanie Kansas, siedziba administracyjna hrabstwa Miami.